# Dielenhaus (Stralsund)
Das Dielenhaus ist ein denkmalgeschütztes Gebäude im Stadtgebiet Altstadt der Stadt Stralsund.

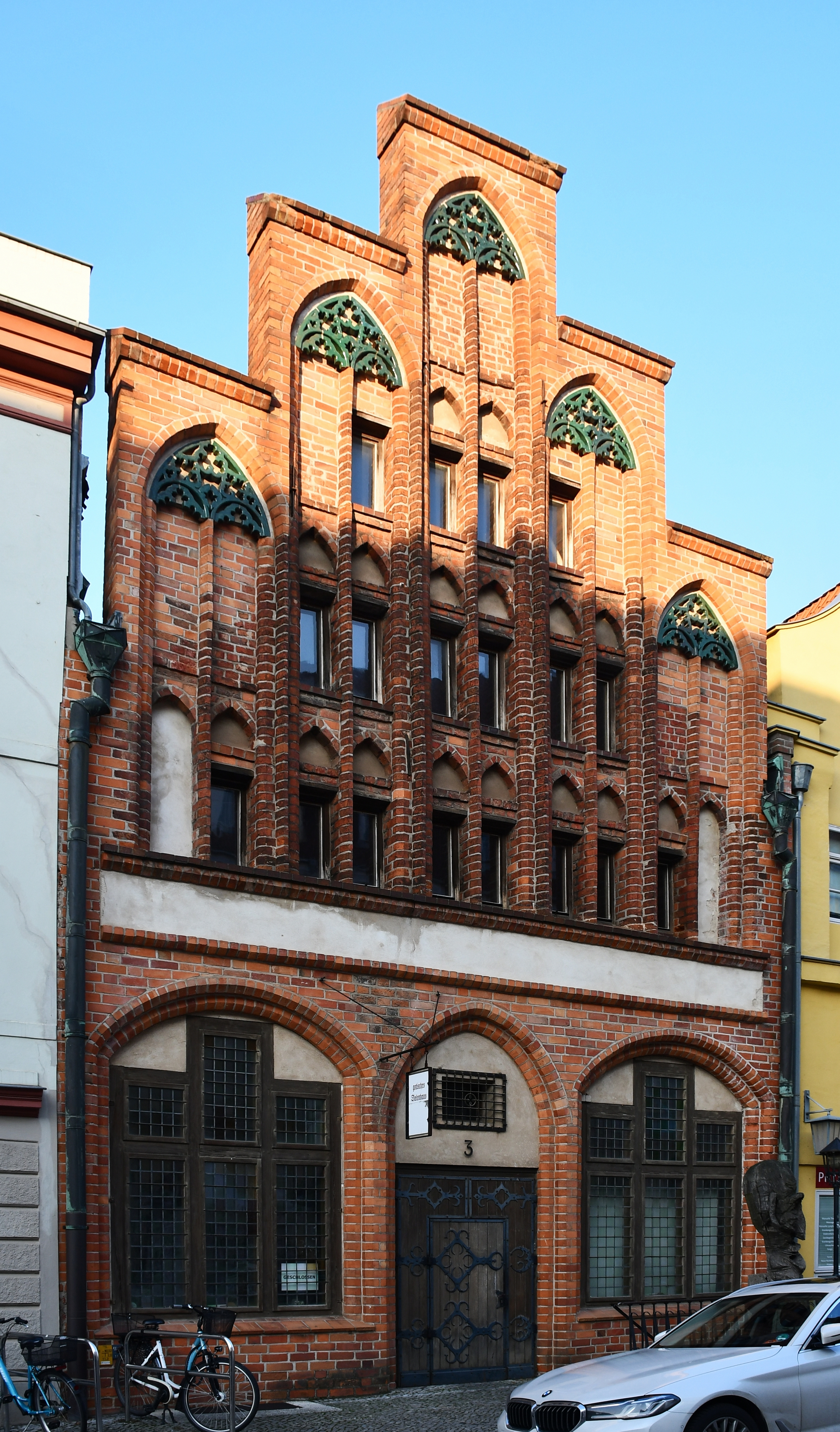
Stralsund, Dielenhaus in der Mühlenstraße, Nr. 3

Es liegt in der Mühlenstraße und trägt die Hausnummer 3. Das für Norddeutschland typische Dielenhaus ist ein gotisches Kaufmannshaus aus dem 14. Jahrhundert. Es besteht aus einer offenen Diele im Erdgeschoss (daher der Name); in den Obergeschossen befinden sich Speicherräume. Von der geräumigen Diele aus war es möglich, Waren größeren Umfangs per Lastenaufzug zur Lagerung in die darüber gelegenen Speicher zu transportieren. Das Dielenhaus wurde in den 1970er Jahren umfassend restauriert. Heute finden hier standesamtliche Trauungen und Ausstellungen statt.
Das Dielenhaus liegt im Kerngebiet des von der UNESCO als Weltkulturerbe anerkannten Stadtgebietes des Kulturgutes Historische Altstädte Stralsund und Wismar. Es ist zudem Bestandteil der Schwedenstraße, einer Ferienstraße in Mecklenburg-Vorpommern und Brandenburg mit kulturhistorischer Thematik.
Im Haus wurde der spätere Maler Wilhelm Brücke geboren.